# Раміро I (король Астурії)
Раміро I (*Ramiro I, бл. 790 —1 лютого 850) — король Астурії у 842—850 роках.

## Біографія
Походив з династії Астур-Леон. Син Бермудо I, короля Астурії, та Усенди Нунілони (донька Флавіо Атаульфо). Про молоді роки мало відомостей. У 820 році одружився з Урракою, представницею знатного баскського роду.
Було призначено губернатором земель в Галісії. У 842 році рушив до Кастилії, де одружився з Патерною, донькою місцевого графа. В цей час помирає король Альфонсо II. Слідом за цим розпочалася боротьба за владу. Раміро виступив проти претендента Непоціана, отримавши підтримку галісійської знаті. У вирішальній битві при річці Нарцеа Раміро здобув повну перемогу й став королем Астурії. Непоціана за наказом Раміро I було осліплено й запроторено до монастиря.
У 844 році король отримав звістку про напад вікінгів на узбережжя Астурії та Галісії. Королівські війська відбили напади цих ворогів на міста Хіхон та Ла-Корунья. Після цього скористався боротьбою Абд ар-Рахмана II, з мусульманськими намісниками Сарагоси й норманами, зумів зміцнити місто Леон, що сприяло збільшенню його мешканців. Водночас зведено величні королівський палац Санта-Марія-дель-Наранко і церкву Сан-Мігель-де Лільо.
Втім внаслідок походу 846 року Мухаммада, сина Абд ар-Рахмана II, король Раміро I вимушений був залишити Леон, перейшовши до оборони. Погіршило ситуацію повстання грандів на чолі із Пініоло та Альдроїто у 848 році. Зі значними труднощами король здолав бунтівників. Після цього приділив багато уваги знищенню злодіїв та грабіжників на шляхах королівства. Цим сприяв покращенню економічного стану держави. Помер у 850 році. Владу успадкував його син Ордоньйо.

## Родина
1. Дружина — Уррака
Діти:
- Ордоньйо (821—866), король Астурії у 850—866 роках
- Гатон (853—878), граф Асторзький

2. Дружина — Патерна
Діти:
- Родріго (д/н—873), граф Кастилії
- Альдонса